# Berlin (hrabstwo Waushara)
Berlin – miasto w Stanach Zjednoczonych, w stanie Wisconsin, w hrabstwie Waushara.